# Verdienstorden der Länder der Bundesrepublik Deutschland
Die Verdienstorden der Länder der Bundesrepublik Deutschland stellen die höchsten Auszeichnungen der deutschen Bundesländer dar. Bisher haben 14 von 16 Bundesländern einen Verdienstorden gestiftet. Zumeist ist ihre Höchstverleihungszahl festgesetzt worden. Die Ausführung der Verdienstorden lässt sich untergliedern in:
- Ausführung als Bandorden an der Ordensschnalle: 2 Bundesländer
- Ausführung als Steckkreuz an der linken Brustseite: 4 Bundesländer
- Ausführung als Halsbandorden: 8 Bundesländer.

Neben diesen Orden vergeben die Länder teilweise noch weitere Ehrenzeichen. Das Äquivalent auf Bundesebene ist das sogenannte Bundesverdienstkreuz.

## Gesamtüberblick
| Bezeichnung                                      | Stiftungsdatum     | Aussehen | Höchstverleihungszahl | Anmerkungen |
| ------------------------------------------------ | ------------------ | -------- | --------------------- | --- |
| Verdienstorden des Landes Baden-Württemberg      | 26. November 1974  |          | 1000                  | Die Ausführung des Verdienstordens erfolgte als Bandorden. Für die Damenausführung wird die gleiche Form verliehen. Die hier gezeigte Abbildung zeigt das Revers der Medaille. Auf dem Avers ist mittig das Landeswappen von Baden-Württemberg erhaben dargestellt. |
| Bayerischer Verdienstorden                       | 11. Juni 1957      |          | 2000                  | Die Ausführung des Verdienstordens erfolgte als Halsbandorden. Die hier gezeigte Abbildung zeigt die Herrenausführung. |
| Verdienstorden des Landes Berlin                 | 21. Juli 1987      |          | 400                   | Die Ausführung des Verdienstordens erfolgte als Halsbandorden. Die hier gezeigte Abbildung zeigt die Herrenausführung. |
| Verdienstorden des Landes Brandenburg            | 10. Juli 2003      |          | 300                   | Die Ausführung des Verdienstordens erfolgte als Halsbandorden. Die hier gezeigte Abbildung zeigt die Herrenausführung. |
| Hessischer Verdienstorden                        | 1. Dezember 1989   |          | 800                   | Die Ausführung des Verdienstordens erfolgte als Halsbandorden. Die hier gezeigte Abbildung zeigt die Herrenausführung. |
| Verdienstorden des Landes Mecklenburg-Vorpommern | 23. April 2001     |          | keine                 | Die Ausführung erfolgte als Halsbandorden. Die hier gezeigte Abbildung zeigt die Herrenausführung. |
| Niedersächsischer Verdienstorden                 | 27. März 1961      |          | keine                 | Die Ausführung des Verdienstordens erfolgte in mehreren Stufen, so als Bandorden, Steckkreuz und Halsbandorden. Die hier gezeigte Abbildung zeigt das Große Verdienstkreuz als Halsbandorden in der Herrenausführung.                                               |
| Verdienstorden des Landes Nordrhein-Westfalen    | 11. März 1986      |          | 3500                  | Die Ausführung des Verdienstordens erfolgte als Steckkreuz. Für die Damenausführung wird die gleiche Form verliehen. |
| Verdienstorden des Landes Rheinland-Pfalz        | 2. Oktober 1981    |          | 800                   | Die Ausführung des Verdienstordens erfolgte als Steckkreuz. Für die Damenausführung wird die gleiche Form verliehen. |
| Saarländischer Verdienstorden                    | 10. Dezember 1974  |          | keine                 | Die Ausführung des Verdienstordens erfolgte als Steckkreuz. Für die Damenausführung wird die gleiche Form verliehen. |
| Sächsischer Verdienstorden                       | 27. Oktober 1996   |          | 500                   | Die Ausführung des Verdienstordens erfolgte als Halsbandorden. Die hier gezeigte Abbildung zeigt die Herrenausführung. |
| Verdienstorden des Landes Sachsen-Anhalt         | 19. Juni 2006      |          | 300                   | Die Ausführung des Verdienstordens erfolgte als Halsbandorden. Die hier gezeigte Abbildung zeigt die Herrenausführung. |
| Verdienstorden des Landes Schleswig-Holstein     | 26. Februar 2008   |          | 500                   | Die Ausführung des Verdienstordens erfolgte als Bandorden. Für die Damenausführung wird die gleiche Form verliehen. |
| Verdienstorden des Freistaats Thüringen          | 19. September 2000 |          | 300                   | Die Ausführung des Verdienstordens von Thüringen erfolgte als Steckkreuz. Für die Damenausführung wird die gleiche Form verliehen. |